# موسیقی رقص

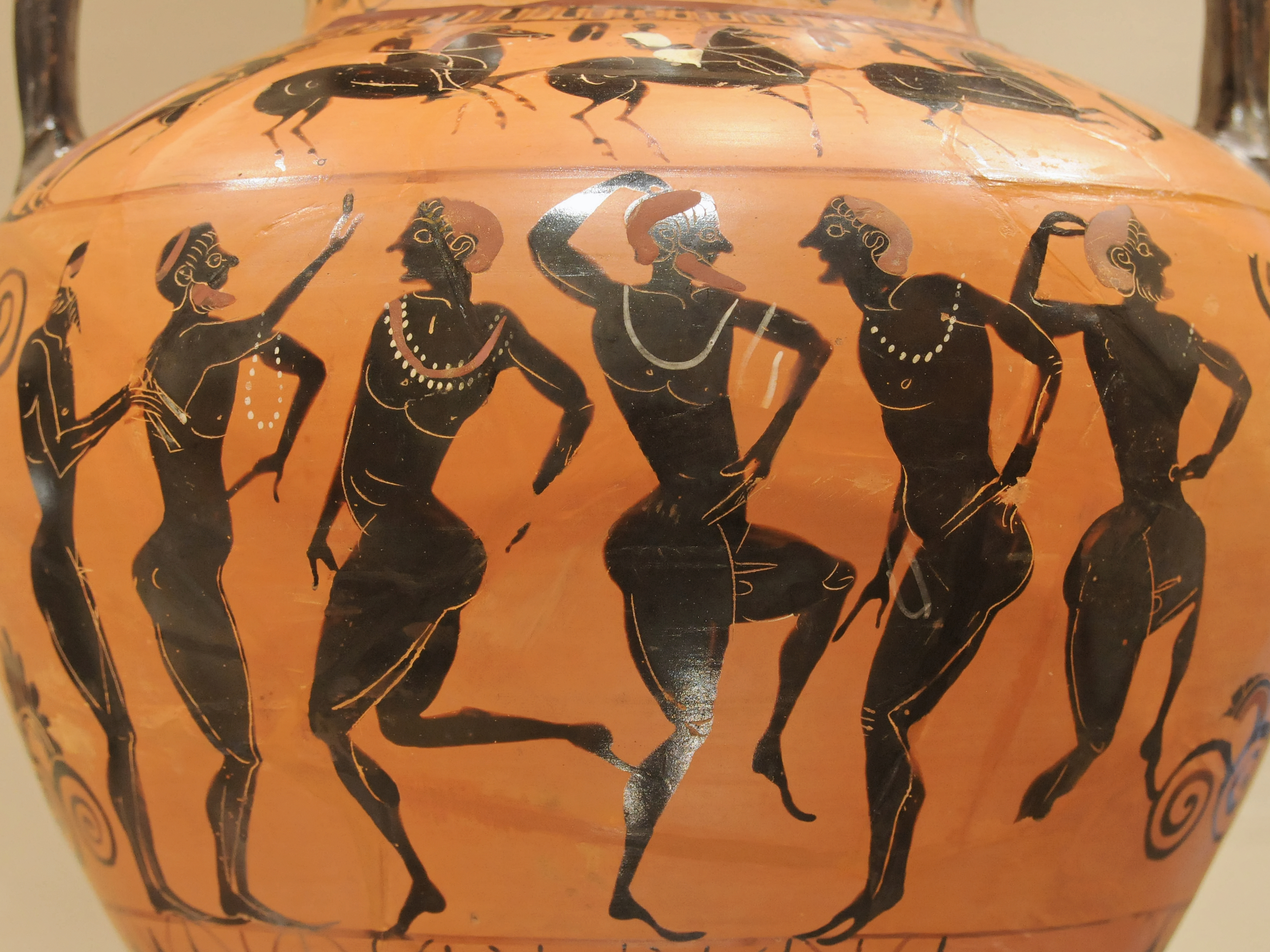
نقاشی رقص چند نفر بر روی یک کوزه باستانی

موسیقی رقص (به انگلیسی: Dance music) نوعی موسیقی است که برای همراهی و کمک به رقص ساخته می‌شود. این موسیقی می‌تواند یک قطعه کامل موسیقی یا بخشی از یک تنظیم بلندتر باشد. از نظر اجرا به دو دسته موسیقی رقص زنده و موسیقی رقص ضبط‌شده تقسیم‌بندی می‌شوند.